# Canções para beber

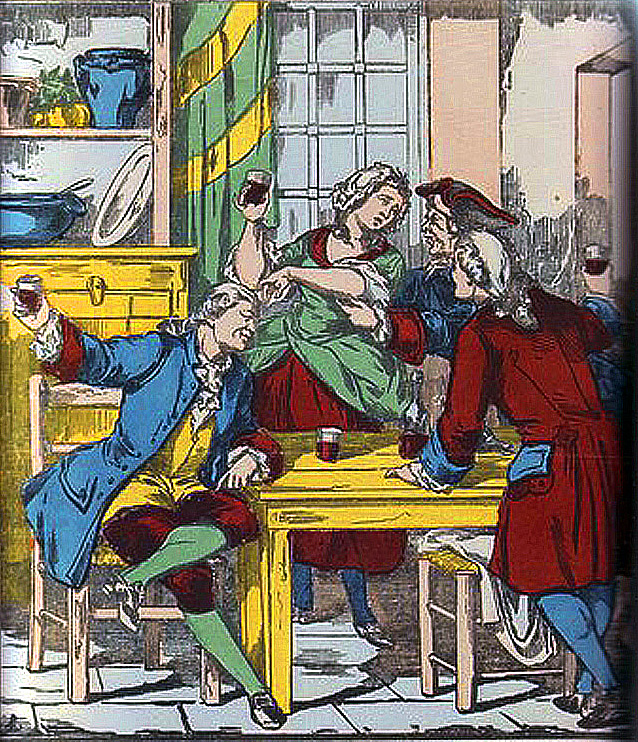
Pessoas reunidas cantando uma canção de beber do Século 18.

Canções para beber é um tipo de canção cantada em eventos ou situações que envolvam o consumo de bebidas alcoólicas. A cantiga da bebida, cantada individualmente ou em conjunto, serve sobretudo para promover o clima festivo e o sentido de comunidade da mesa ou da festa da bebida. A maioria destas canções são canções folclóricas, e podem variar de pessoa para pessoa e de região para região, tanto na letra quanto na música.
Difere do brinde, pois não é bem uma saudação ou um desejo que introduz e antecipa a bebida, mas um verdadeiro ato musical que acompanha a bebida. Do ponto de vista estrutural, pode ser uma cantata, ou uma valsa, ou mesmo uma marcha.
Na Alemanha, as canções para beber são chamadas de "Trinklieder".
Na Suécia, onde são chamados de "dryckesvisor", existem canções de beber associadas ao Natal, Solstício de verão e outras comemorações. Um exemplo de tal canção é "Helan går".
Na Espanha, nas Astúrias, a patria querida (o hino das Astúrias ) é geralmente descrita como uma canção de beber.
Na França, os tipos históricos de canções para beber são "Chanson pour boire" e "Air à boire".

## História
O primeiro registro de uma canção para beber data do século 11 e deriva do Carmina Burana, uma coleção histórica do século 13 de poemas, canções educativas, sonetos de amor e "entretenimento" ou canções para beber.

### Constituição das canções
Embora seja difícil estabelecer um padrão comum para todas as canções de beber, elas compartilham pelo menos as seguintes características:
- a presença de inúmeros incentivos explícitos ao consumo;
- passagens planejadas para parar de cantar e tomar uma bebida de baixo para cima;
- a grande variedade de melodias: se algumas não são muito elaboradas, compostas apenas por uma ou duas frases musicais e uma extensão vocal fraca, outras pelo contrário exigem uma grande extensão ou beneficiam de uma hábil polifonia - por exemplo, o famoso Tourdion, de Pierre Attainnant no Século XVI.

O estilo musical da canção para beber é muito semelhante ao da canção obscena , e esta última pode ser uma canção para beber ao mesmo tempo. Observe, no entanto, que a recíproca é falsa: uma música para beber não tem a intenção de ser obscena.

## Na cultura popular
O artista musical Homebrew Stew (nome artístico de Rich Stewart) escreveu um artigo de revista na edição de novembro de 2002 da Modern Drunkard intitulado "Rhythm and Booze: The Top 86 Drinking Songs".